# Wolfgang Leikermoser

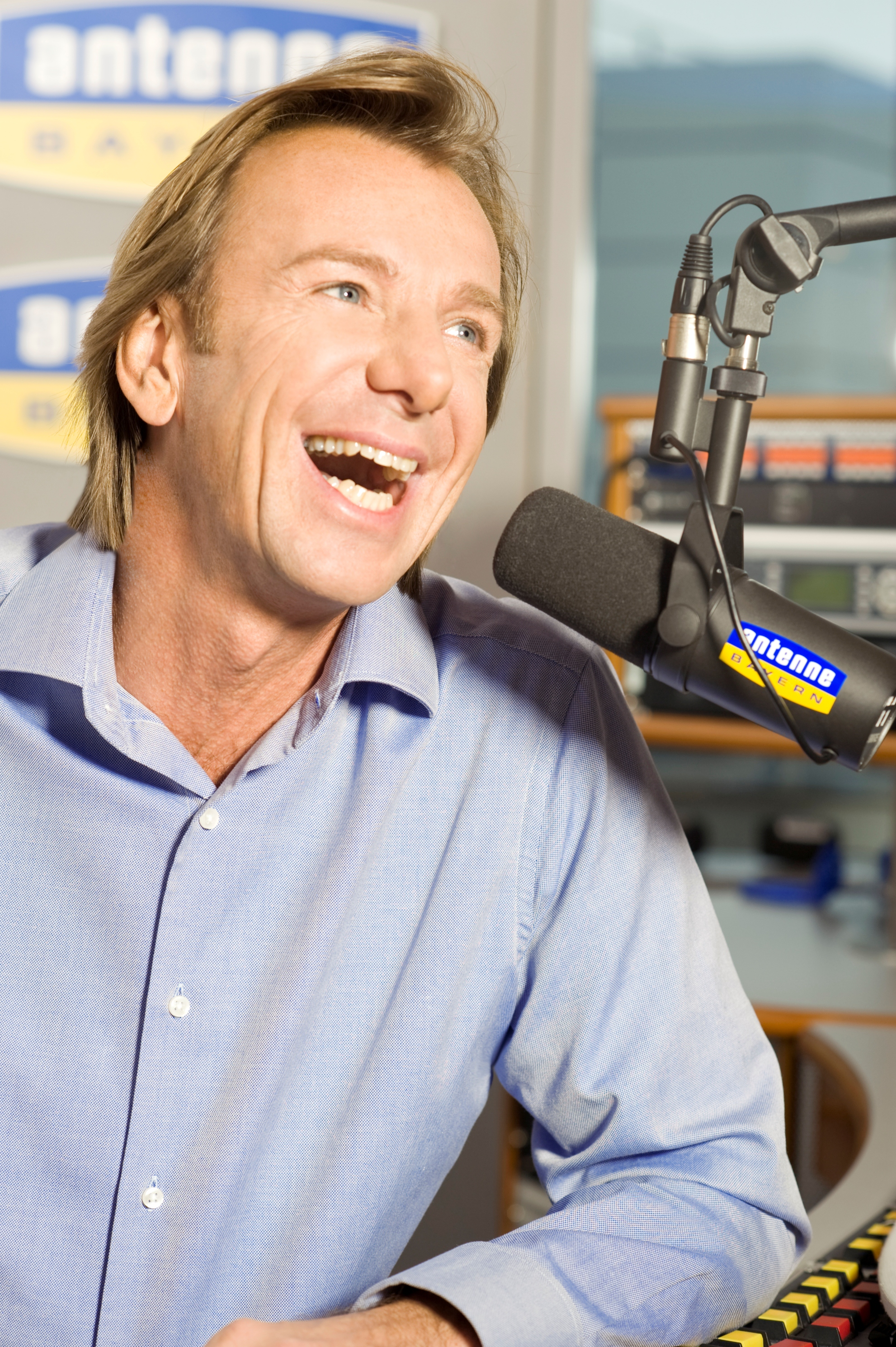
Wolfgang Leikermoser (2010)

Wolfgang „Leiki“ Leikermoser (* 17. September 1965 in Viehhausen) ist ein österreichischer Hörfunkmoderator. Seine Bekanntheit in Deutschland erlangte er größtenteils als Moderator beim bayerischen Radiosender Antenne Bayern.

## Leben und Karriere
Von 1972 bis 1977 war Leikermoser Chorkapellknabe im Salzburger Dom und mit 14 Jahren jüngster „Disco-Tanzmeister“ Österreichs. 
Ab 1986 war Leikermoser bei Radio Gong in Nürnberg und München als Redakteur und Moderator tätig. Seit 1988 ist er beim privaten Hörfunksender Antenne Bayern in Ismaning Moderator und führt dort seit dem Beginn – in den 1990er-Jahren noch im wöchentlichen Wechsel mit Stephan Lehmann – regelmäßig durch die Morningshow Guten Morgen Bayern. Seit 2008 ist er der einzige Hauptmoderator der Sendung. Er veranstaltet oft Aktionen wie beispielsweise „Durch Bayern mit dem Tretboot fahren“ oder „Eine Woche an Bayerns kältestem Ort verbringen“.
2014 erhielt Leikermoser gemeinsam vom wirtschaftsliberalen Bund der Steuerzahler Bayern und dem europäischen Steuerzahlerbund den Medienpreis in Brüssel verliehen. In der Laudatio führte Erwin Huber aus, Leikermoser werde als „Anwalt der Bürger ausgezeichnet“. Außerdem erhielt er 2017 den Deutschen Radiopreis in der Kategorie Bester Moderator.